# Parkia platycephala
Parkia platycephala är en ärtväxtart som beskrevs av George Bentham. Parkia platycephala ingår i släktet Parkia och familjen ärtväxter. Inga underarter finns listade i Catalogue of Life.

## Bildgalleri

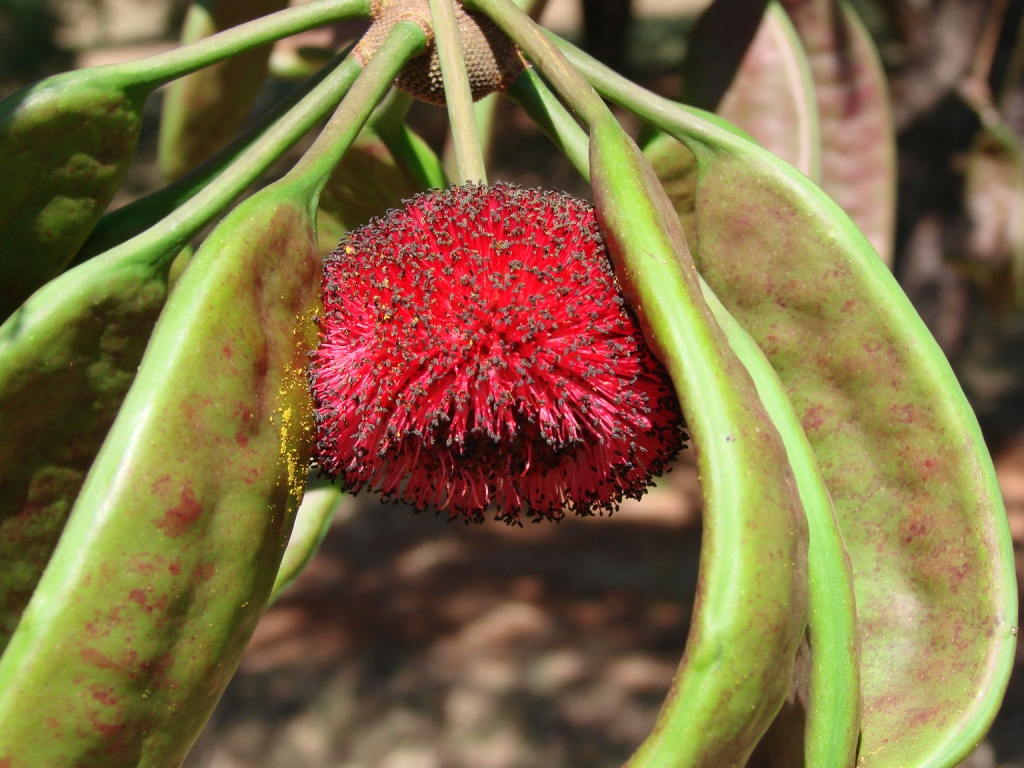
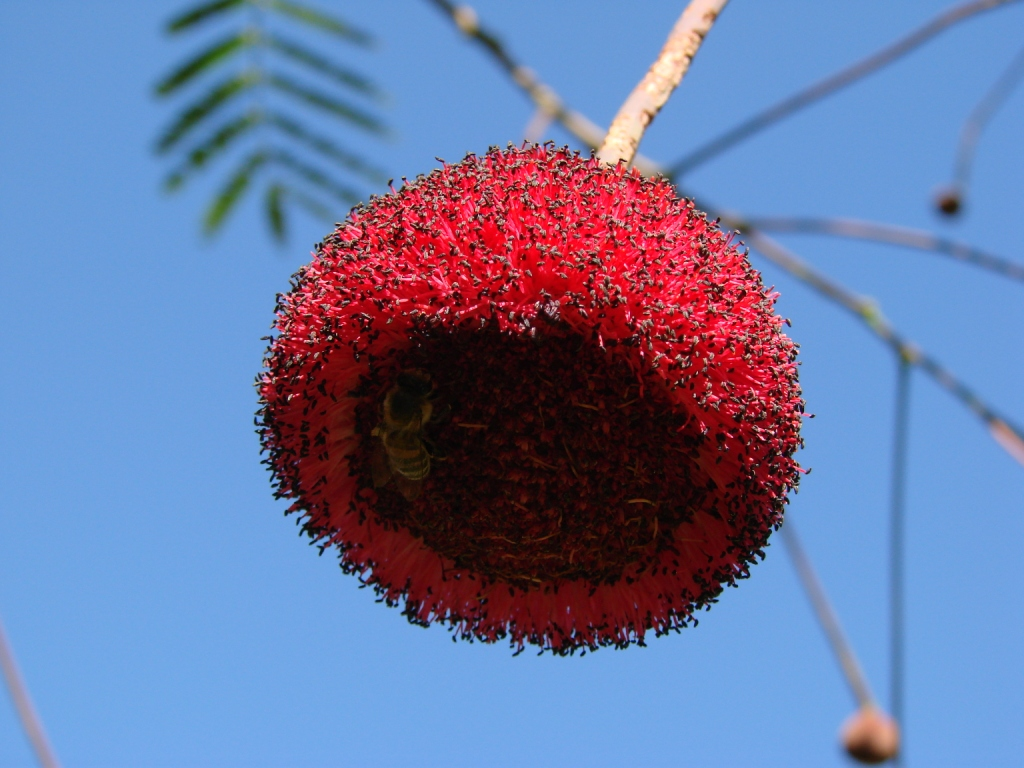
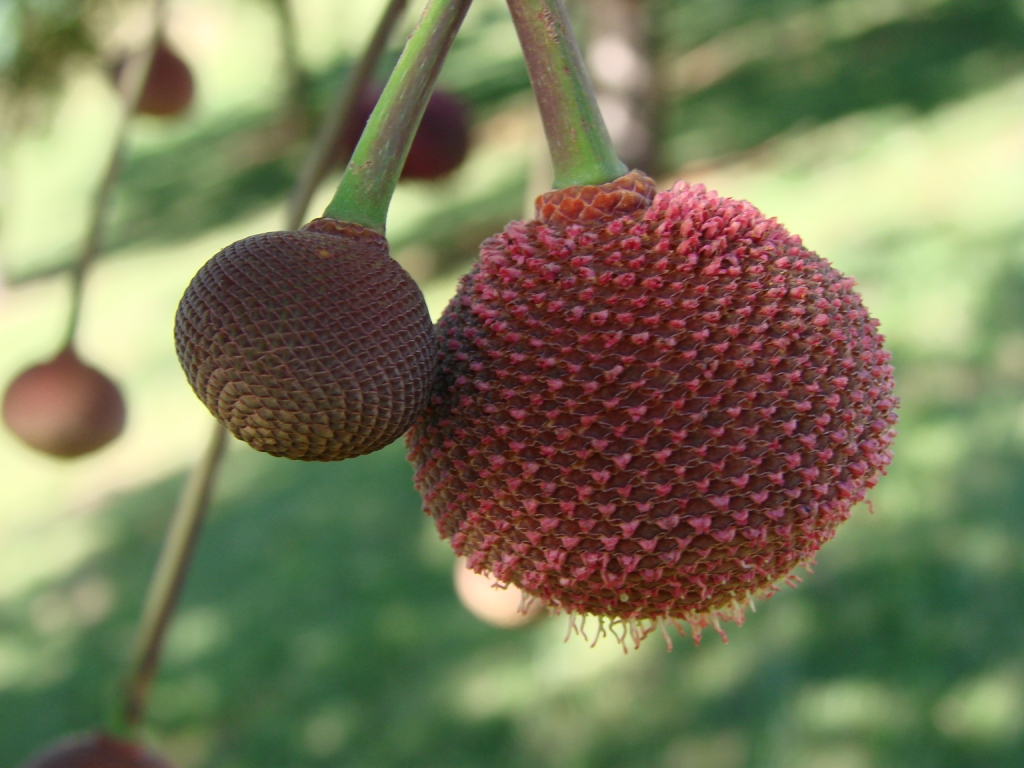